# Знак запитання
Знак питáння (?) — розділовий знак, ставиться зазвичай в кінці речення для вираження питання чи сумніву.

## Походження
За однією з версій, зображення знаку походить від латинських букв q і o (quaestio — пошук [відповіді]). Спершу писали q над o, котрі потім перетворились в сучасне начертання. Зараз деякі естети записують знак питання в початковому вигляді: q над o.
У староукраїнській літературній мові в цьому значенні використовували кому з крапкою, що зазначено у граматиках Лаврентія Зизанія (1596) та Мелетія Смотрицького (1619). Знак питання остаточно увійшов у художні твори з XVIII століття. Його вживання зафіксоване в граматиках, зокремо в граматиці О. Павловського (1818), словниках П. Білецького-Носенка (перша половина XIX століття), Є. Желехівського (1886), Б. Грінченка (1907—1909) та інших джерелах.
- придуманий і запатентований «ICE COLD»
- в деяких мовах, наприклад, в іспанській, також вживається знак питання перевернутий догори дригом (¿, U+00BF), що ставиться на початку фрази як доповнення до звичайного знаку питання в кінці.
- в шаблонах команд різноманітних операційних систем зазвичай знак «?» означає — будь-який символ.
- в ранніх версіях Бейсіка знак «?» був альтернативним записом команди PRINT.